# Leighton Lucas
Leighton Lucas (ur. 5 stycznia 1903 w Londynie, zm. 1 listopada 1985 tamże) – brytyjski kompozytor i dyrygent.

## Życiorys
Początkowo występował jako tancerz, w latach 1918–1921 był członkiem zespołu Ballets Russes Siergieja Diagilewa. Od 1921 do 1923 roku dyrygował orkiestrą Birmingham Repertory Theatre. W latach 1935–1937 był dyrygentem Markova Dolin Ballet, a w latach 1940–1941 Arts Theatre Ballet. W 1946 roku założył własną orkiestrę. Opracowywał aranżacje popularnych melodii na potrzeby baletu, pisał też muzykę do filmów. Organizował koncerty edukacyjne dla BBC, wygłaszał także liczne prelekcje na temat baletu i teatru.

## Wybrane kompozycje
(na podstawie materiałów źródłowych)

### Utwory orkiestrowe
- Sinfonia brevis na róg i 11 instrumentów (1935)
- Suite française (1940)
- Prelude, Aria and Finale na violę d’amore i orkiestrę (1956)
- Koncert wiolonczelowy (1956)
- Koncert klarnetowy (1957)
- Concert champêtre na skrzypce i orkiestrę (1959)
- Birthday Variations (1970)

### Utwory kameralne
- Disquisitions na 2 wiolonczele i fortepian na 4 ręce (1967)
- Trio smyczkowe (1969)

### Utwory wokalno-instrumentalne
- Missa pro defunctis na solistów, głosy i orkiestrę (1934)

### Balety
- The Wolf’s Ride (1935)
- Death in Adagio (1936)
- The Horses (1946)
- Tam O’Shanter (1973)